# Da Funk (singolo)
Da Funk è un singolo del gruppo musicale francese Daft Punk, pubblicato l'8 maggio 1995 come primo estratto dal primo album in studio Homework.

## Descrizione
Basato principalmente su un solo riff, la canzone e il relativo video, diretto da Spike Jonze, sono considerati classici della musica house e techno degli anni novanta.
Il singolo è stato originariamente commercializzato dalla Soma Quality Recordings nel formato 12" con Rollin' & Scratchin' nel lato B, mentre nel 1996 è stato ristampato dalla Virgin Records in vari formati e con la presenza dell'inedito Musique.

## Tracce
12" (Regno Unito)
- Lato A

1. Da Funk – 5:32

- Lato B

1. Rollin' & Scratchin' – 7:33

CD (Europa), MC (Europa), 12" (Regno Unito)
1. Da Funk – 5:33
2. Musique – 6:52

CD maxi (Australia, Europa, Regno Unito, Sudafrica)
1. Da Funk (Radio Edit) – 3:48
2. Da Funk (Original Version) – 5:33
3. Musique – 6:52

CD (Stati Uniti), 12" (Stati Uniti)
1. Da Funk (Album Version) – 5:33
2. Musique – 6:52
3. Da Funk (Ten Minutes of Funk Mix) – 10:08

## Classifiche

### Classifiche settimanali
| Classifica (1997) | Posizione massima |
| ----------------- | ----------------- |
| Australia         | 31                |
| Belgio (Fiandre)  | 20                |
| Belgio (Vallonia) | 9                 |
| Finlandia         | 16                |
| Francia           | 7                 |
| Italia            | 11                |
| Paesi Bassi       | 96                |
| Svezia            | 33                |

### Classifiche di fine anno
| Classifica (1997) | Posizione |
| ----------------- | --------- |
| Italia            | 88        |